# Paraprionospio treadwelli
Paraprionospio treadwelli är en ringmaskart som först beskrevs av Hartman 1951.  Paraprionospio treadwelli ingår i släktet Paraprionospio och familjen Spionidae. Inga underarter finns listade i Catalogue of Life.